# Arthur Troop
Arthur Troop, britanski policist in ustanovitelj Mednarodnega policijskega združenja, * 15. december 1914, † 30. november 2000.
Arthur Troop je bil rojen 15. decembra 1914 v Lincolnu. Svojo kariero je začel kot mehanik, kasneje pa je študiral ekonomijo in družbene vede na Ruskin College v Oxfordu. V prostem času je študiral rusko zgodovino in leta 1934 prejel štipendijo za študij v Moskvi in Leningradu. Po končanem študiju je obiskoval Kmetijsko akademijo v Avon Croftu, Evesham, Worcestershire.
19. junija 1936 se je pridružil lincolnshirski policiji. Bil je zaposlen v različnih oddelkih, kasneje pa se je specializiral za promet. Povzpel se je do čina vodnika.
Po drugi svetovni vojni je ustanovil Mednarodno policijsko združenje (IPA). Verjel je v pozitivne kvalitete prijateljstva, zato je združenju nadel moto "Služiti prijateljstvo" (esperanto: Servo na Amikeco).